# Aleksandryszki (gmina Ławaryszki)
Aleksandryszki (lit. Aleksandriškės) – kolonia na Litwie, w rejonie wileńskim, 5 km na północny wschód od Ławaryszek, na południowym brzegu jeziora Bildzie. Obecnie niezamieszkała.

## Historia
W dwudziestoleciu międzywojennym leżały w Polsce, w województwie wileńskim, w powiecie wileńsko-trockim, w gminie Mickuny.
Po II wojnie światowej w granicach Związku Sowieckiego. Od 1991 na niepodległej Litwie.